# 狭叶雾水葛
狭叶雾水葛（学名：[Pouzolzia angustifolia] 错误：{{Lang}}：文本有斜体标记（帮助））为荨麻科雾水葛属下的一个种。

## 扩展阅读
- 維基物種上的相關：狭叶雾水葛